# Рослый, Иван Павлович
Ива́н Па́влович Ро́слый (15 [28] июня 1902, Петрова Буда, Черниговская губерния — 15 октября 1980, Москва) — советский военачальник, участник советско-финской и Великой Отечественной войн, Герой Советского Союза (1940). Генерал-лейтенант (1945). В годы Великой Отечественной войны командовал стрелковыми дивизиями и стрелковыми корпусами.

## Молодость и довоенная служба
Иван Павлович Рослый родился 15 (28) июня 1902 года, по другим данным 28 июля [10 августа] 1902 года в селе Петрова Буда (ныне — Гордеевского района Брянской области) в бедной крестьянской семье. Русский. Окончил сельское высшее начальное училище в волостном центре Гордеевка, а в начале 1920-х годов — школу 2-й ступени в Новозыбкове. В годы Гражданской войны был комсомольским активистом, работал в родном селе заместителем председателя сельсовета, секретарём комсомольской организации колхоза, заведующим избой-читальней.
В Красной Армии с 1924 года. Начал службу красноармейцем конвойного батальона в Украинском военном округе, затем был в нём командиром отделения. В ноябре 1925 года переведён в 151-й стрелковый полк на должность политрука роты. В 1929 году окончил курсы политруков при Киевской пехотной школе, продолжив затем службу в этом полку. В декабре 1935 года переведён на Дальний Восток, где служил в 105-й стрелковой дивизии Особой Краснознамённой Дальневосточной армии, с августа 1936 года — командир батальона в 95-м стрелковом полку 32-й стрелковой дивизии. В 1937 году окончил Высшие стрелково-тактические курсы усовершенствования комсостава пехоты «Выстрел», после их окончания в том же году зачислен в Военную академию РККА имени М. В. Фрунзе. Будучи направленным с группой преподавателей и слушателей академии на фронт, участвовал в Польском походе Красной армии в сентябре 1939 года.
После начала советско-финской войны в декабре 1939 года также был направлен на фронт на боевую стажировку и назначен исполняющим должность командира 245-го стрелкового полка 123-й стрелковой дивизии 7-й армии Северо-Западного фронта. Перейдя в наступление 11 февраля 1940 года, полк под командованием И. П. Рослого первым в дивизии прорвал сильно укреплённую полосу «линии Маннергейма» на выборгском направлении, захватил несколько железобетонных дотов и, развивая наступление, обеспечил успех дивизии.
Указом Президиума Верховного Совета СССР от 21 марта 1940 года «за образцовое выполнение боевых заданий командования на фронте борьбы с финской белогвардейщиной и проявленные при этом отвагу и геройство», майору Рослому Ивану Павловичу присвоено звание Героя Советского Союза с вручением ордена Ленина и медали «Золотая Звезда».
Вскоре И. П. Рослый был повышен в воинском звании до полковника и стал единственным из командиров полков, выступавшим на совещании при ЦК ВКП(б) начальствующего состава РККА 14—17 апреля 1940 года по сбору опыта боевых действий
против Финляндии. В апреле 1940 года был назначен на должность командира 4-й стрелковой дивизии в Закавказский военный округ (Батуми). Тогда же окончил академию.

## Великая Отечественная война
В этой должности встретил начало Великой Отечественной войны. 1 августа 1941 года в Закавказском военном округе была сформирована 46-я армия и 4-я стрелковая дивизия была включена в её состав. Однако вскоре дивизия получила приказ передислоцироваться на Южный фронт, где была включена в состав 18-й армии. Руководил её боевыми действиями в ходе Донбасско-Ростовской оборонительной и Ростовской наступательной операций. В первой из этих операций, 5—7 октября 1941 года в районе села Зелёный Гай Васильевского района Запорожской области 4-я стрелковая дивизия полковника И. П. Рослого прорывала кольцо окружения для основных сил 18-й армии и своими действиями обеспечила выход из «котла» многих тысяч солдат армии, но сама понесла тяжелейшие потери (среди убитых были начальник штаба дивизии подполковник М. А. Прокопенко, комиссар дивизии полковой комиссар М. П. Кириллов, командиры полков). 13 мая 1942 года И. П Рослому было присвоено воинское звание «генерал-майор». В дальнейшем дивизия в составе 12-й армии Южного фронта участвовала в зимних наступательных боях севернее Ворошиловграда, в Донбасской оборонительной операции 1942 года и в оборонительном этапе битвы за Кавказ. К концу августа 1942 года дивизия с боями отходила в направлении города Туапсе.
30 августа генерал И. П. Рослый вступил в командование 11-м гвардейским стрелковым корпусом 9-й армии Северной группы войск Закавказского фронта. Части корпуса в ходе обороны Кавказа отличились в отражении наступления врага на Малгобекском направлении (Моздок-Малгобекская оборонительная операция) и в Нальчикско-Орджоникидзевской оборонительной операции с сентября по декабрь 1942 года, а также в срыве его попыток прорваться в важнейшие нефтяные районы Кавказа. В декабре 1942 года назначен заместителем командующего войсками 58-й армии. С 25 января по 10 февраля 1943 года И. П. Рослый исполнял обязанности командующего 46-й армией Закавказского и Северо-Кавказского фронтов. Под его руководством войска успешно действовали в Северо-Кавказской, Новороссийско-Майкопской и Краснодарской наступательных операциях, в том числе в освобождении городов Майкоп и Краснодар. После вывода 46-й армии в резерв фронта, в мае 1943 года генерал Рослый вновь назначен заместителем командующего войсками 58-й армии.

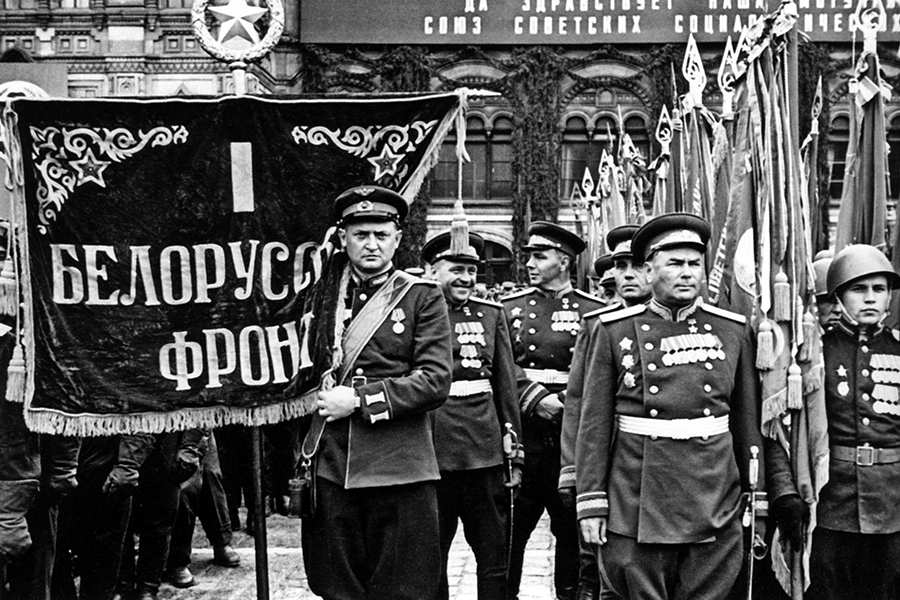
Командир сводного полка 1-го Белорусского фронта на Параде Победы

В середине июня 1943 года вступил в командование 9-м Краснознамённым стрелковым корпусом 58-й армии Северо-Кавказского фронта и этим корпусом командовал до конца войны. В сентябре-октябре 1943 года корпус участвовал в Новороссийско-Таманской наступательной операции. В октябре 1943 года корпус был передан в состав 5-й ударной армии Южного фронта, участвовал в Донбасской и Мелитопольской наступательных операциях и освобождении городов Макеевка, Орджоникидзе, Сталино, Пологи, Чистяково. С марта до конца августа 1944 года корпус сражался в составе 57-й армии 3-го Украинского фронта и за это время принял участие в Одесской операции, боях по захвату и удержанию плацдарма на правом берегу Днестра северо-западнее Бендер и начальной фазе Ясско-Кишинёвской наступательной операции. В конце августа корпус был вновь включён в состав 5-й ударной армии, которая до конца октября находилась в резерве Ставки ВГК и затем вошла в состав 1-го Белорусского фронта. И. П. Рослый командовал войсками корпуса в ходе Варшавско-Познанской операции, боевых действий по удержанию и расширению плацдарма в районе Кюстрина и в Берлинской наступательной операции.
4 мая 1945 года за боевые отличия при штурме Берлина командующий войсками 5-й ударной армии генерал-полковник Н. Э. Берзарин представил комкора Рослого к награждению второй медалью «Золотая Звезда» Героя Советского Союза, но вышестоящие инстанции снизили статус награды до ордена Ленина.
На Параде Победы генерал-лейтенант И. П. Рослый командовал сводным полком 1-го Белорусского фронта.

## Послевоенное время

Могила И. П. Рослого на Кунцевском кладбище Москвы

После войны продолжил службу в армии, будучи назначен помощником командующего 11-й гвардейской армией в Особом и Прибалтийском военных округах (1945—1947). В 1948 году окончил Высшие академические курсы при Высшей военной академии им. К. Е. Ворошилова и с августа 1948 года был помощником командующего 11-й гвардейской армией Прибалтийского военного округа. С августа 1949 года командовал 16-м гвардейским стрелковым Кёнигсбергским корпусом. С сентября 1955 года — первый заместитель командующего 11-й гвардейской армией Прибалтийского военного округа. В марте 1957 года назначен 1-м заместителем командующего войсками Прикарпатского военного округа по вузам. С мая 1961 года в отставке.
Жил в Одессе. Скончался на 79-м году жизни 15 октября 1980 года. Похоронен на Кунцевском кладбище Москвы.

## Воинские звания
- майор;
- полковник ( 1940, минуя звание подполковника. Формально звание подполковник введено 1.09.1939 г, но объявлено приказом НКО 26 июля 1940 г.  Поэтому формально минуя звание подполковника, на практике следующее );
- генерал-майор (13.05.1942)
- генерал-лейтенант (20.04.1945)

## Награды
- Герой Советского Союза (21.03.1940, медаль «Золотая Звезда» № 115)[16];
- три ордена Ленина (21.03.1940[16], 29.05.1945[12], 15.11.1950[17]);
- четыре ордена Красного Знамени (13.12.1942[18], 3.11.1944[19], 6.04.1945[20], 5.11.1954[21]);
- орден Суворова II степени (19.03.1944)[22];
- орден Кутузова II степени (17.09.1943)[23];
- орден Богдана Хмельницкого II степени (13.09.1944)[24];
- медаль «За оборону Кавказа»;
- медаль «За взятие Берлина»;
- медаль «За освобождение Белграда»;
- медаль «За освобождение Варшавы»;
- другие медали СССР;

иностранные ордена и медали:
- орден «Крест Грюнвальда» 3-й степени (Польша 24.04.1946)[25];
- орден Тудора Владимиреску 3-й степени (Румыния)[26];
- медаль «За Одру, Нису и Балтику» (Польша 15.04.1946)[27];
- медаль «За Варшаву 1939—1945» (Польша 27.04.1946)[28];
- медаль «25 лет освобождения Румынии» (Румыния)[29]

## Память
- Почётный гражданин Владикавказа.

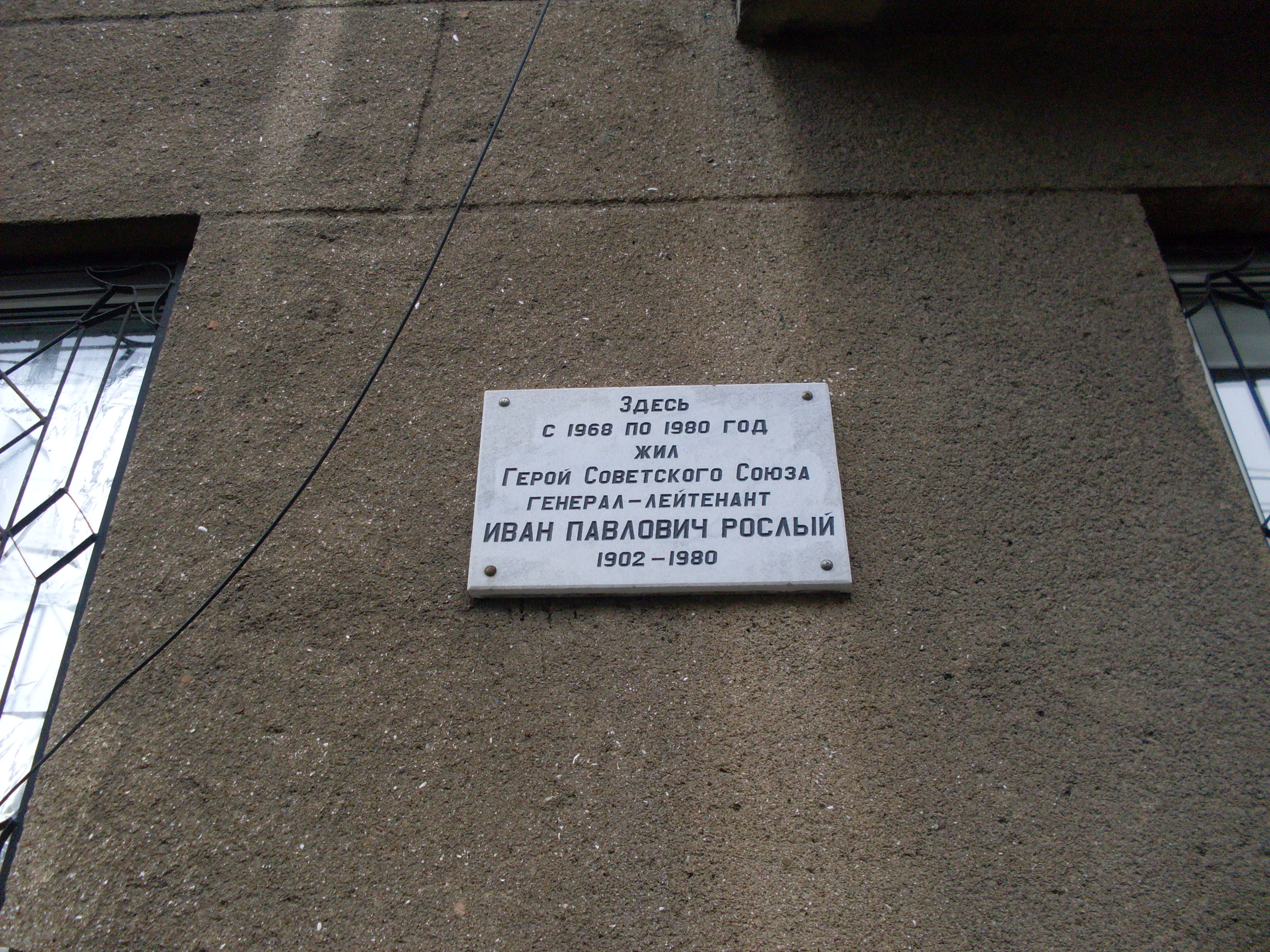
Мемориальная доска в Одессе

- Именем И. П. Рослого названа улицы в Донецке[30] и Краснодаре.
- В Одессе, на доме № 1/3 по улице Гоголя, в котором с 1968 по 1980 год жил И. П. Рослый, установлена мемориальная доска.
- Мемориальная доска в память о И. П. Рослом установлена на фасаде здания средней школы № 94 города Краснодара[31].
- Мемориальная доска установлена на здании Петровобудской основной общеобразовательной школы.
- В 2021 году студией «МИРРЕН-ФИЛЬМ» на базе Мосфильма, под руководством внучки И. П. Рослого Марины Яценко был снят полнометражный документально-игровой фильм «Герой-115» на YouTube[3][32].

## Киновоплощения
- Исторический художественный фильм «Герой 115» (2021) — роль исполнил Виктор Добронравов
- Сериал "Рослый" (2025) - роль исполнил Кирилл Зайцев

## Сочинения
- Рослый И. П. Одиннадцатое февраля // Бои в Финляндии: Воспоминания участников. Ч. 2. — М.: Воениздат, 1941. — С. 21—23. — 428 с.
- Рослый И. П. Выстоять и победить. — М.: ДОСААФ, 1977. — 256 с. — (За честь и славу Родины).
- Рослый И. П. Последний привал — в Берлине. — М.: Воениздат, 1983. — 320 с. — 80 000 экз. Архивировано 5 июня 2017 года.